# Nordstromia
Nordstromia là một chi bướm đêm thuộc phân họ Drepaninae.

## Hình ảnh

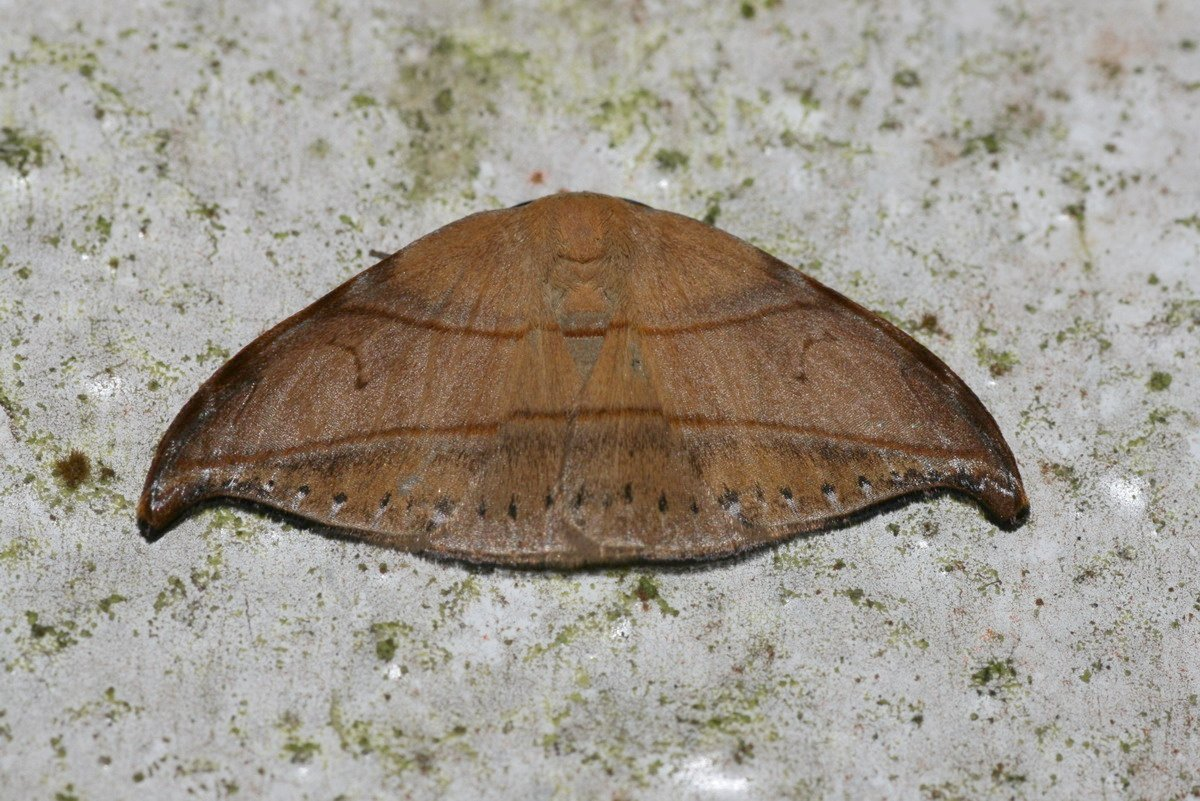
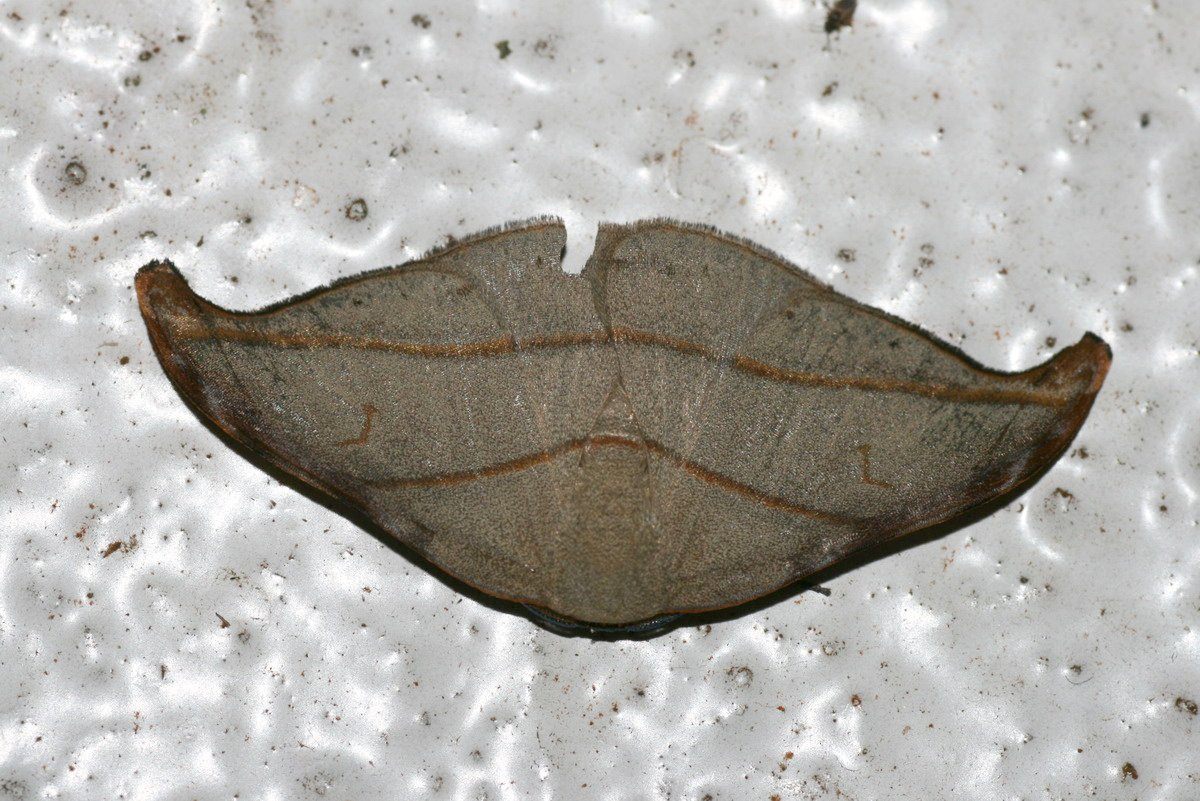